# Национална лаборатория по компютърна вирусология
Националната лаборатория по компютърна вирусология (НЛКВ – БАН) е българска лаборатория със седалище в София, част от Българската академия на науките.
Създадена е през 1990 година под името Лаборатория по компютърна вирусология, а сегашното си име приема през 1993 година. Занимава се с фундаментални и приложни изследвания в областите на компютърната вирусология и информационната сигурност. Включва 4 съставни лаборатории:
- Лаборатория по компютърна сигурност
- Лаборатория по комуникационна сигурност
- Лаборатория по информационна сигурност
- Лаборатория по е-управление